# Antony Crowther
Antony 'Tony' Crowther (geboren op 10 mei 1965 in Sheffield) is een Brits ontwerper, programmeur en componist/musicus van computerspellen.
In de jaren tachtig werkte hij voor Alligata, Gremlin Graphics en later zijn eigen bedrijf Wizard Development. Zijn bijnaam in die tijd was "Ratt".
Hij kreeg een grote bekendheid in de Commodore 64 gemeenschap met zijn kwalitatief goede en professioneel eruitziende computerspellen, die hij in slechts twee weken tijd maakte.
Nadien werkte hij mee aan bekende spellen voor de Amiga en PC en voor populaire gameconsoles zoals de PlayStation, PS2, PS3, GameCube, Xbox en Xbox 360.

## Ontwikkelde spellen
- Blagger (1983)
- Gryphon (1984)
- Killer Watt (1984)
- Wanted: Monty Mole (1984)
- Son of Blagger (1984)
- William Wobbler (1986)
- Kettle (1987)
- Captive (1990)
- Captain Planet and the Planeteers (1991)
- Knightmare (1992)
- Liberation: Captive 2 (1994)
- Black Thunder (1995)
- N2O: Nitrous Oxide (1999)
- Harry Potter en de Gevangene van Azkaban (2004)
- Battlefield 2: Modern Combat (2005)
- Burnout Paradise (2008)